# 55 Рака

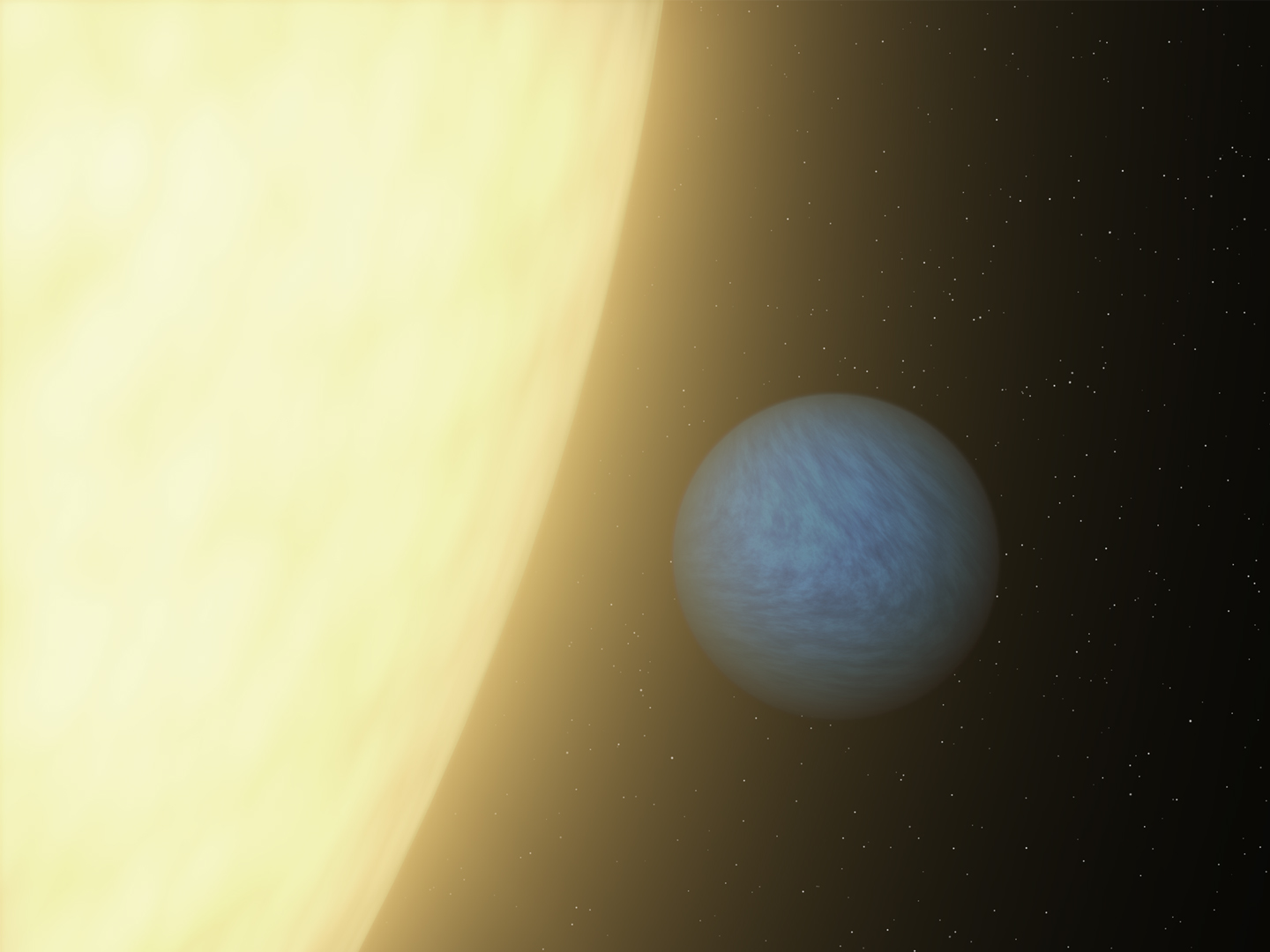
55 Рака із своєю найближчою планетою — гарячою суперземлею 55 Рака e

55 Ра́ка (ρ1 Рака) — подвійна зоряна система в сузір'ї Рака, що перебуває на відстані 40,9 світлового року від Сонця. До системи входить сонцеподібна зірка 55 Рака A та червоний карлик 55 Рака B.
Планетна система першого світила, — 55 Рака A, — налічує п'ять екзопланет і є четвертою за кількістю компонентів (якщо не брати до уваги ще непідтверджені кандидати) після HD 10180, Кеплер-90 та Кеплер-11. Планета d має найбільший Період обертання з усіх екзопланет, відкритих методом Доплера (він перевищує навіть показник Юпітера). Планета c обертається в резонансі 1:3 із гарячим юпітером b. Планета e — єдине небесне тіло в системі 55 Рака, в якого спостерігалися проходження. Вона належить до типу надземель. Також має три екзосупутники e I, e II та e III. 

## Характеристики
Зоря 55 Рака A належить до спектрального класу G8V. Її можна побачити неозброєним оком (зоряна величина 5,95). Світність — 0,6 світності Сонця. 11 й 12 травня 2011 року за допомогою телескопа CHARA були проведені прямі вимірювання кутового діаметра зорі 55 Рака A. Кутовий діаметр цього жовтого карлика дорівнює 0,711 ±0,004 кутової мілісекунди, що на відстані 12,3 пк відповідає радіусу 0,960±0,018 Сонячного.
Головне світило утворює широку пару з червоним карликом 55 Рака B, що перебуває на відстані 1065 а. о.. Зорі, начебто, гравітаційно пов'язані, оскільки мають однаковий власний рух. Наявні відомості, що компонент В може бути подвійною зорею, хоча це наразі достеменно не визначено.

## Планетна система 55 Рака A

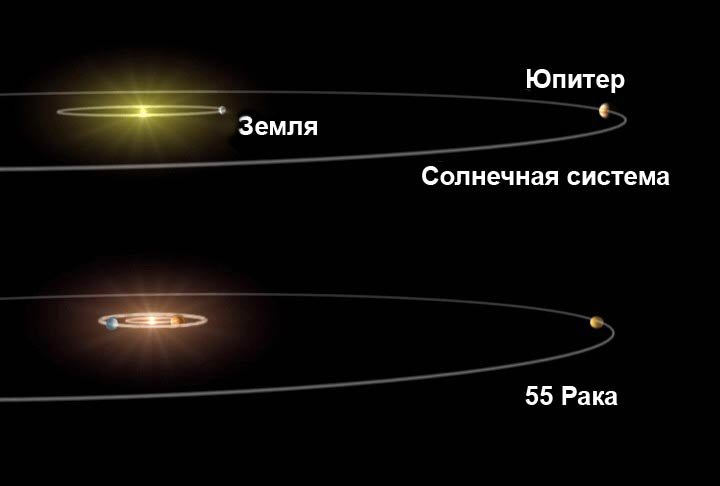
Порівняння нашої Сонячної системи з системою 55 Рака.

## Виноски
1. ↑  Mamajek, Eric E.; Hillenbrand, Lynne A. (November 2008). Improved Age Estimation for Solar-Type Dwarfs Using Activity-Rotation Diagnostics. The Astrophysical Journal. 687 (2): 1264—1293. arXiv:0807.1686. Bibcode:2008ApJ...687.1264M. doi:10.1086/591785.
2. ↑  Ligi, R. та ін. (February 2016), Radii, masses, and ages of 18 bright stars using interferometry and new estimations of exoplanetary parameters, Astronomy & Astrophysics, 586: 23, arXiv:1511.03197, Bibcode:2016A&A...586A..94L, doi:10.1051/0004-6361/201527054, A94.
3. ↑  Marcy, Geoffrey W. et al. (2002). «A planet at 5 AU Around 55 Cancri». [Архівовано 25 вересня 2019 у Wayback Machine.] The Astrophysical Journal 581 (2): 1375–1388.
4. ↑  Raghavan, Deepak et al. (2006). «Two Suns in The Sky: Stellar Multiplicity in Exoplanet Systems». [Архівовано 25 вересня 2019 у Wayback Machine.] The Astrophysical Journal 646 (1): 523–542.